# Bassano Virtus 55 Soccer Team 2015-2016
Questa voce raccoglie le informazioni riguardanti il Bassano Virtus nelle competizioni ufficiali della stagione 2015-2016.

## Stagione
Nella stagione 2015-2016 la Virtus Bassano disputa il girone A del campionato di Lega Pro, raccoglie 62 punti con il terzo posto finale, con il diritto a disputare i Play-off. Nel quarto di finale dei Play-off viene eliminata dal Lecce (3-0) in gara secca. Sale in Serie B solo il Cittadella. Allenata da Stefano Sottili la Virtus Bassano raccoglie 31 punti tanto nell'andata che nel ritorno. La squadra giallorossa partecipa anche alla Coppa Italia Tim Cup dove nel primo turno elimina (2-1) il Pontedera, poi nel secondo turno esce dal torneo superata (2-0) a Terni. Partecipa anche alla Coppa Italia di Lega Pro dove nei sedicesimi ha eliminato (4-2) dopo i supplementari il Pro Piacenza, poi negli ottavi lascia il passaggio del turno al Cittadella, che si è imposto (2-1) al Tombolato.

## Divise e sponsor
Il fornitore ufficiale di materiale tecnico per la stagione 2015-2016 è stato Lotto. Lo sponsor ufficiale è Diesel mentre il co-sponsor è Protek.
| 1ª divisa | 2ª divisa | 3ª divisa | 4ª divisa |

## Organigramma societario
Area direttiva
- Presidente: Stefano Rosso
- Vicepresidente: Roberto Masiero
- Direttore sportivo: Werner Seeber
- Segretario: Renato Schena
- Addetto stampa: Sara Vivian

Area tecnica
- Allenatore: Stefano Sottili
- Secondo allenatore: Cristian La Grotteria
- Preparatore atletico: Alessandro Dal Monte
- Massaggiatore: Felice Zuin
- Responsabile sanitario: dott.ssa Elisabetta Zordanazzo

## Rosa
A seguito della qualificazione ai play-off promozione, in ottemperanza alle nuove direttive della Lega Italiana Calcio Professionistico che prevedono l'adozione di maglie da gioco nominative, la società ha effettuato l'assegnazione di un numero di maglia fisso per ciascun giocatore:
| N. |                   | Ruolo | Calciatore          |
| -- | ----------------- | ----- | ------------------- |
| 1  | Italia (bandiera) | P     | Gian Maria Rossi    |
| 2  | Italia (bandiera) | D     | Dario Toninelli     |
| 3  | Italia (bandiera) | D     | Daniel Semenzato    |
| 4  | Italia (bandiera) | C     | Giacomo Cenetti     |
| 5  | Italia (bandiera) | D     | Nicola Bizzotto     |
| 6  | Italia (bandiera) | D     | Filippo Stevanin    |
| 7  | Italia (bandiera) | C     | Marcello Falzerano  |
| 8  | Italia (bandiera) | C     | Mattia Proietti     |
| 9  | Italia (bandiera) | A     | Stefano Pietribiasi |
| 10 | Italia (bandiera) | C     | Gianvito Misuraca   |
| 11 | Italia (bandiera) | C     | Roberto Candido     |
| 12 | Italia (bandiera) | P     | Davide Costa        |

| N. |                   | Ruolo | Calciatore           |
| -- | ----------------- | ----- | -------------------- |
| 13 | Italia (bandiera) | D     | Alberto Barison      |
| 14 | Italia (bandiera) | D     | Dario D'Ambrosio     |
| 15 | Italia (bandiera) | D     | Marco Soprano        |
| 16 | Italia (bandiera) | C     | Guido Davì           |
| 17 | Italia (bandiera) | C     | Giammario Piscitella |
| 18 | Italia (bandiera) | A     | Michael Fabbro       |
| 19 | Italia (bandiera) | D     | Daniele Martinelli   |
| 20 | Italia (bandiera) | C     | Mario Gargiulo       |
| 21 | Italia (bandiera) | C     | Davide Voltan        |
| 22 | Italia (bandiera) | C     | Gianluca Laurenti    |
| 23 | Italia (bandiera) | A     | Matteo Momentè       |
| 24 | Italia (bandiera) | A     | Tommy Maistrello     |

## Risultati

### Campionato

#### Girone di andata
| Arbitro: | Giua (Pisa) |

|             |           |                  |
| Candido 24’ | Marcatori | 84’ A. Brighenti |

| Arbitro: | Pelagatti (Arezzo) |

|                |           |                            |
| Bracaletti 27’ | Marcatori | 38’ Germinale 64’ Iocolano |

| Arbitro: | Panarese (Lecce) |

|                                   |           |  |
| Iocolano 10’ (rig.) Germinale 61’ | Marcatori |  |

| Arbitro: | Mainardi (Bergamo) |

|  |           |                          |
|  | Marcatori | 21’ Barison 65’ Misuraca |

| Arbitro: | Sozza (Seregno) |

|                           |           |  |
| Falzerano 6’ Misuraca 42’ | Marcatori |  |

| Arbitro: | Bichisecchi (Livorno) |

|                          |           |                                   |
| Rossini 27’ Romanini 85’ | Marcatori | 38’ Iocolano 89’ (rig.) Germinale |

| Bassano del Grappa 18 ottobre 2015, ore 15:00 CEST 7ª giornata | Bassano Virtus                | 0 – 0 | Alessandria | Stadio Rino Mercante (1.400 spett.)\| Arbitro: \| Di Ruberto (Nocera Inferiore) \| |
| Arbitro:                                                       | Di Ruberto (Nocera Inferiore) |       |             |                                                                                    |

| Arbitro: | Andreini (Forlì) |

|              |           |  |
| Proietti 82’ | Marcatori |  |

| Arbitro: | Amoroso (Paola) |

|                       |           |  |
| De Cenco 3’, 47’, 81’ | Marcatori |  |

| Arbitro: | Balice (Termoli) |

|  |           |              |
|  | Marcatori | 70’ Y. Gonzi |

| Arbitro: | Giovani (Grosseto) |

|              |           |               |
| Cristini 48’ | Marcatori | 25’ Germinale |

| Arbitro: | Strippoli (Bari) |

|          |           |             |
| Davì 44’ | Marcatori | 66’ Pascali |

| Arbitro: | Marinelli (Tivoli) |

|          |           |                     |
| Bini 81’ | Marcatori | 62’ (rig.) Iocolano |

| Arbitro: | Valiante (Nocera Inferiore) |

|                          |           |                                            |
| Nossa 60’ M. Mancosu 71’ | Marcatori | 32’ Pietribiasi 55’ Falzerano 77’ Proietti |

| Arbitro: | D'Apice (Arezzo) |

|                           |           |  |
| Stevanin 73’ Fabbro 90+2’ | Marcatori |  |

| Arbitro: | Mei (Pesaro) |

|                |           |            |
| A. Favalli 26’ | Marcatori | 83’ Fabbro |

| Arbitro: | Giua (Pisa) |

|              |           |  |
| Iocolano 87’ | Marcatori |  |

#### Girone di ritorno
| Arbitro: | Di Martino (Teramo) |

|                 |           |            |
| A. Brighenti 5’ | Marcatori | 90+1’ Davì |

| Arbitro: | Mancini (Fermo) |

|            |           |                           |
| Fabbro 34’ | Marcatori | 23’ Guerra 78’ Tantardini |

| Bergamo 31 gennaio 2016, ore 15:00 CET 20ª giornata | AlbinoLeffe        | 0 – 0 | Bassano Virtus | Stadio Atleti Azzurri d'Italia (400 spett.)\| Arbitro: \| Prontera (Bologna) \| |
| Arbitro:                                            | Prontera (Bologna) |       |                |                                                                                 |

| Arbitro: | Tardino (Milano) |

|                                |           |  |
| Misuraca 37’ Pietribiasi 90+3’ | Marcatori |  |

| Arbitro: | Luciano (Lamezia Terme) |

|                       |           |                         |
| Chinellato 74’, 90+3’ | Marcatori | 25’ Candido 53’ Momenté |

| Arbitro: | Piccinini (Forlì) |

|                          |           |  |
| Cenetti 37’ Misuraca 66’ | Marcatori |  |

| Arbitro: | Valiante (Nocera Inferiore) |

|               |           |                         |
| Mezavilla 11’ | Marcatori | 7’ Stevanin 82’ Candido |

| Arbitro: | Robilotta (Sala Consilina) |

|  |           |              |
|  | Marcatori | 57’ Bizzotto |

| Arbitro: | Mainardi (Bergamo) |

|              |           |  |
| Misuraca 73’ | Marcatori |  |

| Arbitro: | Pagliardini (Arezzo) |

|  |           |                              |
|  | Marcatori | 11’ D'Ambrosio 58’ Falzerano |

| Arbitro: | Baroni (Firenze) |

|                     |           |                                       |
| Proietti 79’ (rig.) | Marcatori | 7’, 70’ A. Ferretti 47’, 74’ Cesarini |

| Arbitro: | Piscopo (Imperia) |

|  |           |                            |
|  | Marcatori | 75’ Misuraca 83’ Falzerano |

| Arbitro: | Mastrodonato (Molfetta) |

|          |           |                          |
| Davì 75’ | Marcatori | 12’, 60’, 90+3’ Speziale |

| Arbitro: | Strippoli (Bari) |

|                 |           |  |
| Pietribiasi 24’ | Marcatori |  |

| Arbitro: | Marinelli (Tivoli) |

|            |           |  |
| Napoli 78’ | Marcatori |  |

| Arbitro: | Robilotta (Sala Consilina) |

|                              |           |                |
| Candido 52’ Piscitella 90+3’ | Marcatori | 82’ Sparacello |

| Arbitro: | Camplone (Pescara) |

|                                    |           |                                  |
| Mignanelli 45+2’ Alessi 79’ (rig.) | Marcatori | 71’ (rig.) Momenté 90+1’ Cenetti |

### Play-off
| Arbitro: | Baroni (Firenze) |

|                                                 |           |  |
| Moscardelli 13’ (rig.) Salvi 56’ Caturano 90+3’ | Marcatori |  |

### Coppa Italia Tim Cup

#### Primo turno
| Arbitro: | Prontera (Bologna) |

|                      |           |             |
| Pietribiasi 47’, 61’ | Marcatori | 38’ Polvani |

#### Secondo turno
| Arbitro: | Pezzuto (Lecce) |

|                           |           |  |
| Avenatti 2’ Dugandzic 87’ | Marcatori |  |

### Coppa Italia di Lega Pro
| Arbitro: | Guccini (Albano Laziale) |

|                                                   |           |                        |
| Voltan 36’ Falzerano 91’ Gargiulo 93’ Zanella 99’ | Marcatori | 24’ Cauz 96’ Schiavini |

| Arbitro: | Dionisi (L'Aquila) |

|                         |           |              |
| Sgrigna 23’ Coralli 85’ | Marcatori | 69’ Iocolano |